# Tränen trocknet der Wind…
Tränen trocknet der Wind… ist ein deutsches Filmmelodram aus dem Jahre 1967 mit der späteren Starregisseurin Margarethe von Trotta in ihrer ersten Filmrolle, zugleich die weibliche Hauptrolle.

## Handlung
Bernd, ein Schiffsoffizier der Handelsmarine, lernt in Hamburg beim Landgang die blonde Gaby kennen. Beide finden rasch Gefallen aneinander und verbringen ein gemeinsames Liebeswochenende im Bett. Was er zunächst nicht weiß: Gaby arbeitet in einer Kaschemme als Striptease-Tänzerin. Ihre Liebe zu dem jungen Mann, der ebenfalls ernsthafte Gefühle für sie zu hegen scheint, ist derart groß, dass Gaby ihre Go-Go-Girl-Karriere auf St. Pauli an den Nagel hängen will, um an Bernds Seite ein neues Leben beginnen zu können. Doch sie und ihr Arbeitgeber sind mit der Unterwelt verstrickt, und bald geraten die Dinge derart außer Kontrolle, dass Gaby schließlich einen der ihrem Lebensglück im Weg stehenden Gangster tötet. Von nun an wird sie zur Gehetzten, und schließlich stirbt Gaby auf der Flucht durch eine Polizeikugel.

## Produktionsnotizen
Tränen trocknet der Wind… lief am 13. Oktober 1967 in den deutschen Kinos an.

## Kritik
„Triviale Kolportage aus dem Prostituierten-Milieu, unmotiviert und ohne innere Logik, lediglich auf die vermeintliche Attraktion einiger Nacktszenen setzend.“

„Eine Schnulze aus dem Striptease- und Prostituiertenmilieu mit unbegründeten Reaktionen und unmotiviertem Schluß, aber eindeutig spekulativen Nacktszenen. Unnötig.“